# Uitgespreide steenraket
Uitgespreide steenraket (Erysimum repandum) is een plant uit de kruisbloemenfamilie (Brassicaceae) uit Midden- en Zuid-Europa, die ook in België en Nederland adventief voorkomt.

## Etymologie en naamgeving
- Synoniemen: Cheiranthus ramosissimus Lam., Cheirinia repanda (L.) Link, Crucifera repanda E.H.L.Krause, Erysimum comperianum Czern. ex Turcz., Erysimum patens Loscos, Erysimum ramosissimum Crantz, Erysimum rigidum DC.
- Engels: Spreading wallflower, Spreading treacle-mustard, Bushy wallflower
- Duits: Sparriger Schöterich

De botanische naam Erysimum is waarschijnlijk afkomstig van het Oudgriekse 'eryo' (ik red) en 'oime' (gezang), verwijzend naar het gebruik als geneesmiddel tegen heesheid. De soortaanduiding repandum is afgeleid van het Latijnse 'repandus' (geschulpt).

## Kenmerken
Uitgespreide steenraket is een eenjarige, kruidachtige plant, tot 50 cm hoog. De stengel is sterk vertakt, gegroefd, rond en vrij dichtbebladerd. De bladeren van het wortelrozet zijn tot 15 cm lang, lancetvormig, met getande bladrand, de bladeren hogerop de stengel zijn korter, smaller en ondiep gelobd of gaafrandig en aan de top teruggebogen. De stengel en de bladeren zijn bezet met twee- of drietakkige, aangedrukte haren.
De viertallige bloemen staan in een eindelingse, langgerekte, ijle bloemtros. Ze zijn citroengeel gekleurd. De kelkbladen zijn tweemaal zo lang als de bloemsteel. De kroonbladeren zijn 6 tot 10 mm lang. De vruchtstelen staan recht af. De hauwen zijn groen, tot 10 cm lang en slechts iets dikker dan de vruchtsteel, vierkantig tot cilindrisch, met stompe top, en meestal naar boven gekromd.
De bloeitijd is van mei tot juli.

## Habitat, verspreiding en voorkomen
Uitgespreide steenraket is een warmteminnende soort en prefereert warme, zonnige standplaatsen.
Hij heeft een uitgebreid verspreidingsgebied van Zuid- en Midden-Europa over West- en Centraal Azië tot in China. Hij is ook in België en Nederland met zaaizaad op enkele plaatsen ingevoerd.
... · 
E. bicolor  ·  
E. cheiranthoides (Gewone steenraket)  ·  
E. cheiri (Muurbloem)  ·  
E. duriaei  ·  
E. franciscanum  ·  
E. hieracilifolium (Stijve steenraket)  ·  
E. repandum (Uitgespreide steenraket)  ·  
E. scoparium  ·  
E. teretifolium  ·  
E. wittmanni  ·  
...